# Chrysotus arcticus
Chrysotus arcticus är en tvåvingeart som beskrevs av Frey 1915. Chrysotus arcticus ingår i släktet Chrysotus och familjen styltflugor. Arten är reproducerande i Sverige. Inga underarter finns listade i Catalogue of Life.